# Turistika

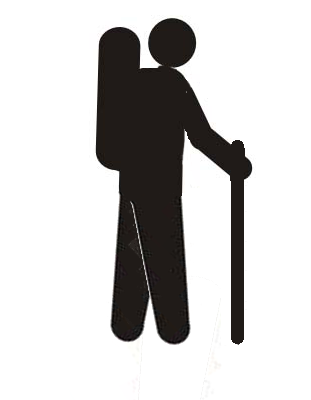
Piktogram turisty

Turistika je zájmová činnost (sport, koníček, hobby) spočívající v krátkodobém cestování a poznávání prostředí, krajiny, památek, zvyků a lidí. Pak se turista vrací na místa svého obvyklého pobytu. Klasická turistika je pěší a spíše individuální, počátkem 20. století přibyla cykloturistika, později mototuristika a od poloviny 20. století turistika skupinová a organizovaná. Tím vzniká turistický průmysl a cestovní ruch jako stále významnější odvětví hospodářství. V Česku je turistika od 19. století velice oblíbená a komunita turistů rozšířená. Od roku 1888 mají čeští turisté svoji organizaci, Klub českých turistů (KČT), který udržuje na území České republiky hustou síť značených stezek pomocí turistických značek.

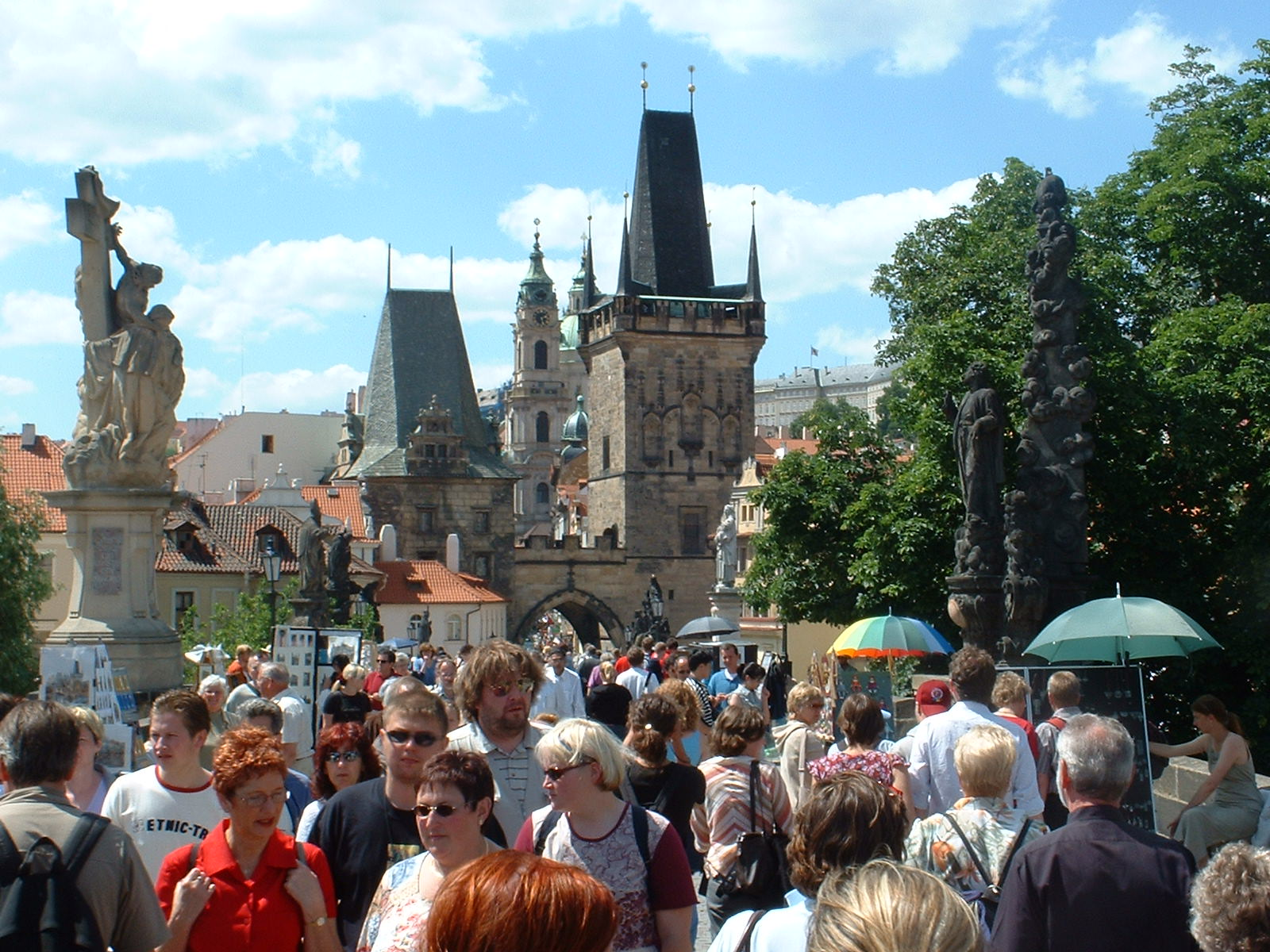
Turisté na Karlově mostě v Praze

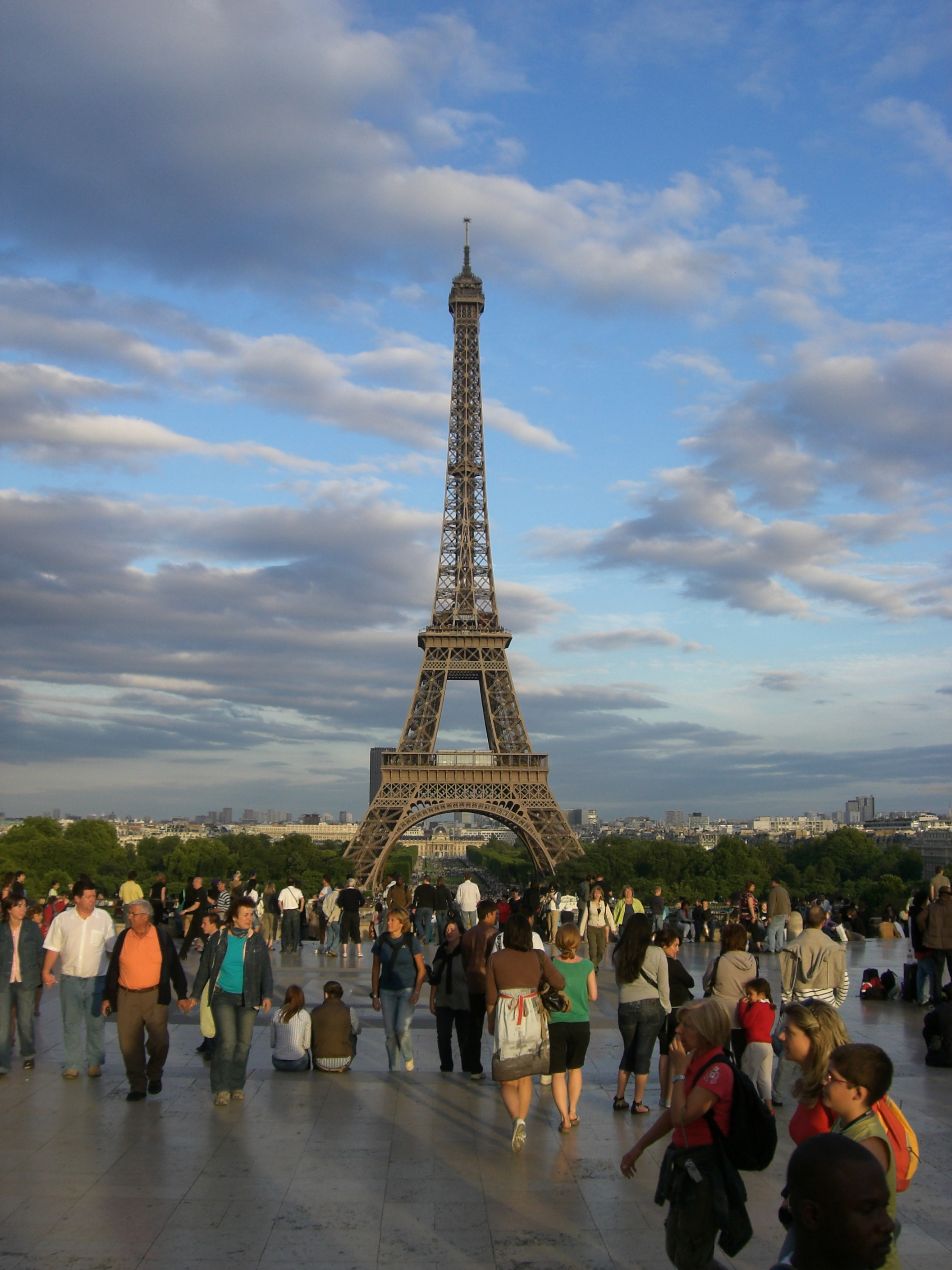
Turisté pod Eiffelovou věží v Paříži

## Historie
Viz též: Křesťanská pouť

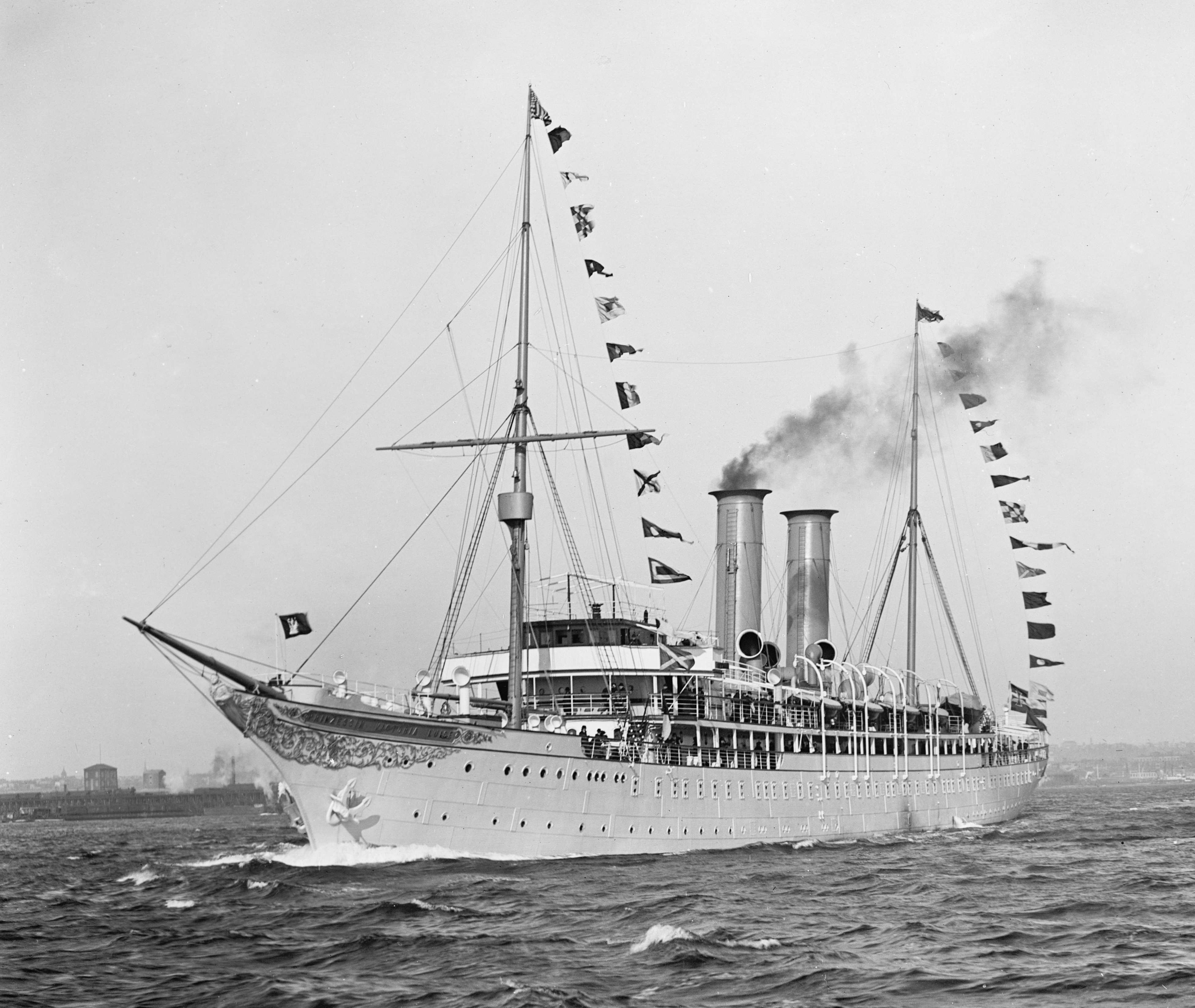
Prinzessin Victoria Luise v Hamburku, první loď nabízející turistické vyjížďky

Pěší putování do vzdálených krajin začíná patrně náboženskými poutěmi často na velké vzdálenosti (Mekka, řeka Ganga, Santiago de Compostela, Jeruzalém, Řím aj.), při nichž poutníci zároveň sbírali zajímavé zážitky a někdy je pak i publikovali. V české literatuře jsou nejstarší cestopisy z poutí do Jeruzaléma od Martina Kabátníka (1492) nebo Oldřicha Prefáta z Vlkanova (1547). Jinou početnou skupinu poutníků tvořili pocestní studenti a řemeslní tovaryši na vandru.
Turistika v moderním smyslu slova vznikla koncem 18. století v souvislosti s romantismem a s objevem krás divoké přírody, zejména vysokých hor a přímořských krajů. Kolem roku 1800 se také poprvé objevuje slovo turistika, odvozené z francouzského tour, okružní cesta, putování. Jedním z prvních slavných turistů v Čechách byl Karel Hynek Mácha. K rozvoji turistiky významně přispěly železnice, které turistům umožnily dopravovat se do vysokohorských oblastí a jiných zajímavých krajin, kde pak začaly vznikat turistické ubytovny, hotely a počátky turismu jako hospodářského odvětví. V českých zemích hrála turistika významnou roli v poslední fázi národního obrození zejména ve vzdělaných vrstvách. K jejímu rozšíření přispělo i skautské hnutí.
V průběhu 20. století se nejdříve rozšířila turistika po vodě a na kolech, od 30. let i v autě a na motorce. V poválečných letech pronikla turistika i mezi dělníky a začala se organizovat v poznávacích zájezdech a exkurzích, z nichž vznikl masový turismus, dovolené v horách a u moře. Po roce 1989 se otevřely cesty do celého světa, pro organizované zájezdy a pobyty i pro individuální turisty.

## Současné trendy
Od 60. let 20. století se organizovaný cestovní ruch stává masovým jevem a jen v mezinárodním cestovním ruchu cestuje ročně téměř miliarda lidí. Vedle toho však trvá i klasická individuální turistika, pěší, cyklistická, motorizovaná i vodní a vznikají i nové formy turistického cestování, například autostop. Masově se rozšířila turistika mladých lidí a studentů, kteří se snaží cestovat co nejlevněji, využívají veřejnou dopravu, nocují pod širým nebem, pod stanem nebo využívají levné ubytování (např. hostely). Protože si tito turisté obvykle všechno nosí na zádech, vžilo se pro ně označení batůžkáři (anglicky backpackers).
Lidé také čím dál více využívají levných letenek jak po Evropě, tak po světě. Díky akcím leteckých společností a chybách v rezervačních systémech se dá i do exotických destinací dostat za pár tisíc korun. Akční ceny nabízí i autobusoví a železniční dopravci a cestování je tak dnes dostupné téměř každému.
Dalším trendem, který se v Česku rozšiřuje od roku 2013, je turistika naboso. Vznikají seskupení bosých turistů, spolek Bosá turistika, bosé parky či programy.
Organizované turistické trasy na konkrétní témata získávají popularitu, napr. Stezka „Po stopách dobrého vojáka Švejka“, Cesta česko-polského přátelství, Hradní stezka a Evropská cesta cihlové gotiky. Poskytují snadný přístup k turistickým informacím.

## Atributy turisty
Atributem romantického turisty byla sbalená přikrývka nebo houně na spaní (přes rameno jako u vojáků), batoh a hůl. Koncem 19. století se objevila charakteristická turistická hůl, odlišná od tehdy běžných „špacírek“, zdobená a tvarem připomínající pastýřský čakan. Jako potvrzení a připomínka významnějších navštívených míst se na hole začaly přibíjet turistické známky, ražené plechové kotoučky o průměru asi 25 mm. Když vlastenecké čakany koncem 20. století vyšly z módy, začaly kolem roku 1997 plechovou známku nahrazovat větší dřevěné kotoučky s vypáleným obrázkem a nápisem, opatřené očkem k zavěšení. K atributům turisty přibyla ve 20. století PET láhev s vodou, mobil s fotoaparátem a zařízením pro GPS.

## Druhy turistiky

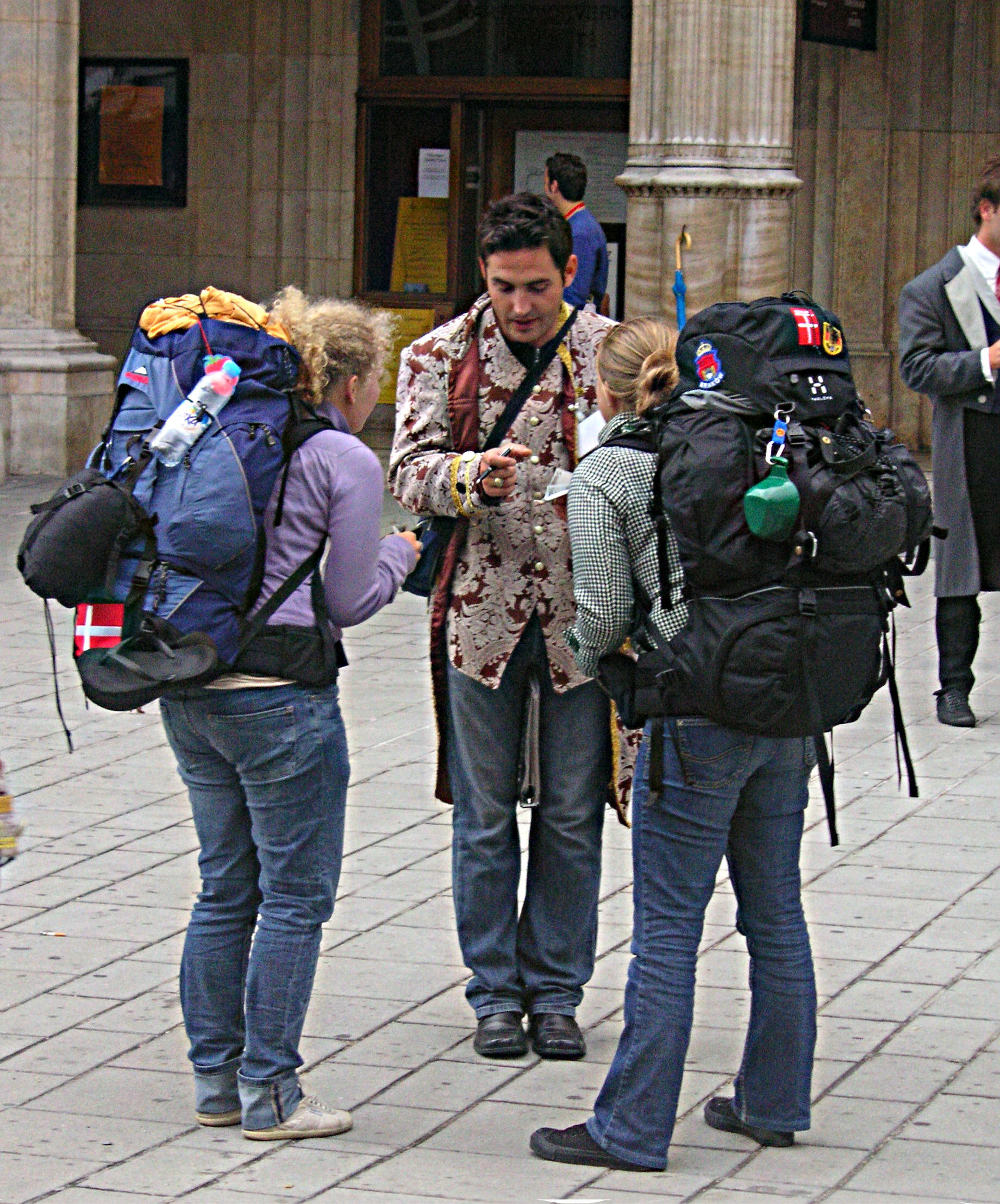
Batůžkáři (backpackers) ve městě

Turistika má mnoho různých podob, které lze dělit například obecně na rekreační a poznávací nebo na tuzemskou a zahraniční. Níže jsou uvedeny specializovanější odvětví turistiky dle různých aspektů, která ale nemusí být ostře vymezena a mohou se různě kombinovat.

### Podle způsobu dopravy
- Autostop
- Cykloturistika
- Letecká turistika
- Mototuristika
- Pěší turistika – tramping, dálkové pochody a jiné outdoorové aktivity
- Vodní turistika – sjíždění řek
- Železniční turistika

### Podle typu cílové oblasti
- Alpinismus a horská turistika – výlety do hor
- Agroturistika a ekoturistika – turistika spojená s venkovem
- Kulturní a památková turistika
- Lázeňské a plážové pobyty
- Vesmírná turistika – komerční lety do vesmíru
- Výměnný pobyt – poznání konkrétního místa s ubytováním u místních obyvatel

### Návštěva konkrétních míst

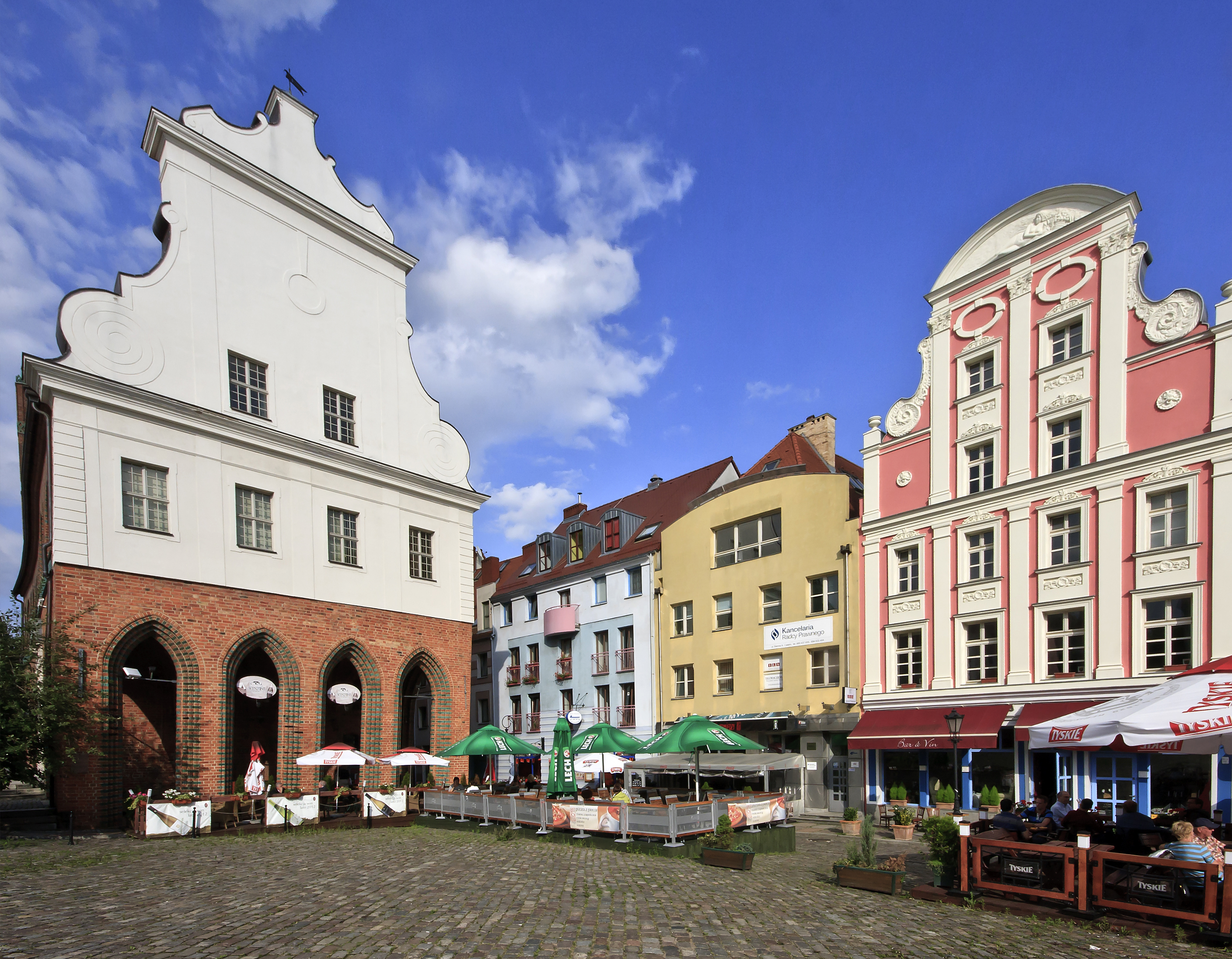
Muzeum historie města Štětína na Starém Městě; Polsko

- Církevní turistika – navštěvování církevních památek a poutních míst
- Městska turistika
- Hřbitovní turistika
- Korupční turistika – cestování za „korupčními památkami“[7][8][9][10]
- Temná turistika – navštěvování míst, kde došlo k tragédiím nebo kde trpělo mnoho lidí, a válečná turistika coby cestování do válečných zón

### Za konkrétní činností
- Geocaching – turistika spojená s pátráním po schránkách ukrytých účastníky hry
- Sběratelská turistika – turistika za účelem sbírání Turistických známek
- Extrémní turistika – cestování za extrémními sporty nebo jako výzva pro přežití v přírodě
- Sexuální turistika a LGBT turistika – cestování za dostupnějším sexem
- Zdravotní turistika – cestování do jiné země za účelem získání levnější, kvalitnější nebo jinak nedostupné zdravotní péče (potratová turistika)
- Konferenční a kongresová turistika – cestování za účelem setkání na konferenci či kongresu
- Incentivní turistika – zaměstnanců placená firmou

### Další druhy cestování
V angličtině je ustáleno několik dalších termínů, rozdělených do několika skupin:
- cestování za dobrodružstvím a extrémy
- cestování do zemí s jinými zákony – příklad: tzv. birth tourism – cestování za účelem porodu (aby se dítě narozením v této zemi stalo tzv. přirozeným občanem a získalo určitou výhodu)
- cestování za kulturou, náboženstvím nebo uměním
- specifický turismus jako cestování za jediným konkrétním fenoménem – například modelem Hobitína na Novém Zélandu
- cestování za konkrétní událostí – například za sportovním utkáním
- kulinářský turismus – cestování za jídlem a pitím (např. víny)
- cestování za účelem nočního života a večírků
- turismus s nízkou zátěží na životní prostředí
- turismus za účelem lékařského vyšetření
- voyeristický turismus a „katastrofický“ turismus (disaster tourism) – za místy katastrof, utrpení, války, bídy, atd.
- turismus spojený s vodou, např. cestování na výletních lodích nebo za mořským životem (za velrybami, žraloky, podmořskou faunou)
- herní turismus – cestování za reálnými lokacemi viděnými předtím virtuálně ve hře[11]

### Přenesený význam
Slovo turistika lze najít i v několika neologismech nebo spojení s přeneseným významem:
- Politická turistika – pejorativní označení pro častou změnu politické příslušnosti

## Vlivy turismu
Turismus v přináší jak pozitivní tak i negativní vlivy. Tradičně se turismu přičítá pozitivní vliv na zvýšení ekonomiky a sociálně-kulturní a environmentální podmínky v dané destinaci. Ekonomický efekt turismu zahrnuje zlepšení daňové návratnosti, nárůst osobních příjmů, zvýšení životních standardů a více pracovních příležitostí. Sociokulturní vlivy jsou spojovány s přínosem vzájemné komunikace mezi lidmi z různých kultur a výměnou jejich kulturních zkušeností. Environmentální vliv turismu ovlivňuje nosnou kapacitu oblasti, vegetaci, kvalitu vzduchu, hladinu podzemní vody, divoká zvířata a přírodní fenomény. Příliš četné hordy turistů mohou vyprovokovat negativní reakce jinak přátelských obyvatel populárních destinací.
Současně je zdraví považováno za více důležitou hodnotu lidského života, než je příjem nebo blahobyt. Situace pandemie covidu-19 demonstrovala potenciálně nebezpečné dopady turismu na zdraví domácích obyvatel. Cestovatelé mohou snadno šířit nemoci do destinací, které zatím nebyly zasaženy.

### Negativní environmentální důsledky
Negativní dopady na životní prostředí jsou v zahraniční literatuře často označovány pojmem „tourism pollution“, tedy turistické znečištění. Patří sem ale i vlivy, které jsou s turismem spojeny nepřímo jako je zemědělství, průmysl, aktivity rezidentů atd. Životní prostředí ovlivňuje především množství turistů a úroveň rozvoje cestovního ruchu.
Jedním z hlavních negativních vlivů turismu na životní prostředí je produkování emisí oxidu uhličitého a to zejména vlivem letecké dopravy. Podle výsledků studie z roku 2018, turismus představuje 8% všech emisí oxidu uhličitého. Dalším problémem je znečištění v podobě produkce pevných odpadů a znečištění vody. V některých destinacích, které mají jen velmi malou nebo žádnou odpadovou strategii může mít tento vliv velmi znepokojivé důsledky. Příkladem je například ostrovní stát Maledivy, kde na jednoho turistu připadá dvakrát víc odpadu než na obyvatele hlavního města Malé. Odpad se začal vyvážet na umělý ostrov Thilafushi, který se rozšiřuje právě naváženými odpadky a je označován za toxickou bombu. Ve zprávě BBC z března 2012 byl ostrov odpadků popsán jako „apokalyptický“. Turismus negativně přispívá ke znečištění povrchové i podzemní vody, pitné i užitkové. S jejím výrazným nedostatkem se potýká např. Kapské město, které se může stát prvním světovým městem, kterému dojde pitná voda. Z tohoto důvodu se majitelé hotelů i vládní úřady snaží vzdělávat návštěvníky, aby dbali na šetření – v hotelích by například neměli vyžadovat čisté ručníky a povlečení každý den.
Z hlediska produkce emisí v rámci domácího cestovního ruchu jsou údajně nejhorší Američané, Číňané, Němci a Indové. Nejhorší stopu v cizích zemích zanechávají Kanaďané, Švýcaři, Nizozemci a Dánové.

### Sociálně-kulturní negativní vlivy
V nárůstem masového turismu se v mnoha populárních destinacích objevují anti-turistické nálady a protesty proti hordám návštěvníků, kteří se stávají spíše příkořím než vítanými návštěvníky. Jedním z nejvíce výrazných protestů byla protestní akce nazvaná „Tourists go home“ (anglicky: Turisté jděte domů), která se konala v roce 2014 ve Španělsku a jak napovídá jeho název, vyzývala turisty, aby se vrátili domů. Nápis „Tourists go home“ se objevil například i v Benátkách nebo na Malorce, které také patří mezi turisty přeplněné destinace. Mezi další země čelící příliš velkému náporu turistů jsou např. Japonsko a Filipíny.
Negativa turismu jsou spojována také s estetikou. V turistických destinacích se objevují nešvary v podobě nevkusné křiklavé reklamy, která se snaží nalákat turisty, aniž by byla brána v potaz estetika prostředí, ve kterém se reklama nachází. Tím je také přispíváno k problematice vizuálního smogu. Tyto praktiky pohoršují především obyvatele památkových zón a historických center. Příkladem z domácího prostředí je dlouhodobá diskuze rozhořčených obyvatel Prahy, kterým se nelíbí prezentace turistických obchodů s nekvalitním zbožím a službami, které svou reklamou nerespektují historické jádro města. Příkladem který se stal symbolem této problematiky je provozovatel thajských masáží, používající křiklavé reklamy na fasádách historických domů. Problematika v roce 2020 vyústila peticí signatářů třech desítek občanských spolků, které po vedení Prahy požadují mimo jiné regulaci přebujelého a nekvalitního turismu, který je na úkor běžných služeb pro občany města a nereprezentuje Prahu ani ČR. Na problémy masového turismu v Praze dlouhodobě upozorňuje Janek Rubeš s pořadem Honest Guide.
S masovým turismem a oblibou ubytovacích platforem typu Airbnb se objevil i problém zvyšování cen nemovitostí a jejich nedostatek na trhu, čímž trpí jak kvalita života obyvatel, ale i provozovatelé hotelů, kteří přicházejí o zákazníky. Hoteliérům také vadí, že musí splňovat mnohem více kritérií a hygienických nařízení než provozovatelé krátkodobých pronájmů. Krátkodobé pronájmy bytů turistům sebou přináší také negativní jevy, které snižují kvalitu života stálých obyvatel jako je rušení nočního klidu, nepořádek ve společných prostorách a ztráta sousedských vazeb kvůli anonymitě.